# Парламент Греции
Парла́мент Гре́ции (греч. Βουλή των Ελλήνων, дословно — «буле́ элли́нов») — однопалатный законодательный орган (парламент) Греции, включающий 300 депутатов (βουλευτές), избираемых на срок в четыре года, которые, в свою очередь, избирают спикера (Πρόεδρος Ελληνικού Κοινοβουλίου). Депутаты избираются по системе «усиленного» пропорционального представительства по 56 избирательным округам, 48 из которых — многомандатные, а 8 — одномандатные. Партия, получившая наибольшее количество голосов избирателей, получает дополнительно 50 мандатов для тех её кандидатов, которые находились в избирательном списке партии на низших ступенях, и предварительно не прошли в парламент.

Здание парламента находится на проспекте Василиссис Софиас в Афинах.

## История
Впервые парламент собрался после восстания 3 сентября 1843 года против короля Оттона Баварского. Король Оттон уполномочил премьер-министра Андреаса Метаксаса созвать Национальное собрание. К концу октября 1843 года были проведены первые парламентские выборы, на которых были избраны 243 делегата в 92 округах. По закону 1829 года право голосовать имели работающие мужчины старше 25 лет. Русская партия потерпела поражение, большинство собрали колеттисты, которые теперь стали ведущей силой в стране. 8 ноября 1843 года Национальное собрание официально начало работу после приветственной речи короля Оттона. Председателем был избран Пануцос Нотарас (1752—1849), представитель одной из двух одноимённых семей кодзабасов Коринфии, один из крупнейших политиков периода революции 1821 года, при Иоанне Каподистрии — член Панэллиниона. Фактически председательские полномочия исполняли по очереди Александр Маврокордатос, Андреас Лондос, Иоаннис Колеттис и Андреас Метаксас. Депутаты являлись на заседания в своих национальных костюмах и сидели на полу, скрестив ноги по-турецки. Фактически Собрание было учредительным. В 1844 году Национальное собрание приняло первую Конституцию, ограничившую власть Оттона. Первый парламент работал до 18 марта 1844 года. Во время дебатов в Национальном собрании «Русской партии» не удалось отстоять свою точку зрения практически ни по одному вопросу. Признанием этого поражения стала отставка Андреаса Метаксаса с поста премьер-министра. Во время Собрания в полной мере проявились все особенности политических группировок (клановость, преобладание местных интересов над общенациональными), свидетельствующие о ещё недостаточной зрелости политического сознания греков.

## Законодательный процесс
Законодательной инициативой обладает правительство и парламент. Поданные законопроекты должны сопровождаться пояснительной запиской. Любой законопроект передается в соответствующий постоянный комитет.
Статья 110 Конституции и статья 119 Регламента описывают процедуру внесения изменений в конституцию Греции. В действующую конституцию 1975 года поправки вносились три раза: в 1986, 2001 и 2008 годах.
Парламент также:
- утверждает свой Регламент
- принимает бюджет и утверждает отчет об его использовании
- утверждает программу экономического и социального развития
- принимает решение о проведении референдума
- принимает закон о введении военного положения
- дает согласие приостановить свою работу на срок более тридцати дней или возобновить работу на той же сессии
- избирает Президента Республики
- избирает руководство парламента

## Текущий партийный состав
По результатам повторных парламентских выборов 25 июня 2023 года греческий парламент имеет следующий состав:
| Название партии | Название партии                | Лидер              | Процент голосов избирателей | Кол-во депутатов |
| --------------- | ------------------------------ | ------------------ | --------------------------- | ---------------- |
|                 | «Новая демократия»             | Кириакос Мицотакис | 40,56                       | 158              |
|                 | «СИРИЗА»                       | Алексис Ципрас     | 17,83                       | 47               |
|                 | «ПАСОК — Движение перемен»     | Никос Андрулакис   | 11,84                       | 32               |
|                 | Коммунистическая партия Греции | Димитрис Куцумбас  | 7,69                        | 21               |
|                 | «Спартиатес»                   | Василис Стигас     | 4,68                        | 12               |
|                 | «Греческое решение»            | Кириакос Велопулос | 4,44                        | 12               |
|                 | «Ники»                         | Димитрис Нациос    | 3,69                        | 10               |
|                 | «Курс свободы»                 | Зои Константопулу  | 3,17                        | 8                |